# Euxoa ursina
Euxoa ursina är en fjärilsart som beskrevs av Jean Baptiste Godart 1825. Euxoa ursina ingår i släktet Euxoa och familjen nattflyn. Inga underarter finns listade i Catalogue of Life.